# X Ambassadors
X Ambassadors (també estilitzat XA) és una banda dels Estats Units de pop rock d'Ithaca (Nova York). Actualment, els seus membres inclouen els germans Sam Harris (vocalista principal) i Casey Harris (teclista) i el bateria Adam Levin. Russ Flynn és un membre de gira que toca la guitarra i el baix. Les seves cançons més notables inclouen "Jungle", "Renegades" i "Unsteady". L'àlbum de llarga durada debut de la banda, VHS, es va publicar el 30 de juny de 2015. El seu segon àlbum, Orion, es va publicar el 14 de juny de 2019. El seu tercer àlbum, The Beautiful Liar, es va publicar el 24 de setembre de 2021.